# Estnisches Institut für Wirtschaftsforschung
Das Eesti Konjunktuuriinstituut (EKI, deutsch Estnisches Institut für Wirtschaftsforschung) ist eine private Einrichtung zur Wirtschaftsforschung mit Sitz in Tallinn. Bis zu seiner Privatisierung 1997 war das Institut eine staatliche Behörde, seit 2007 ist sie in hundertprozentigem Besitz der Estnischen Industrie- und Handelskammer. 

## Geschichte und Hintergrund
Das Institut wurde 1934 als nationale Behörde gegründet und arbeitete eng mit dem Wirtschaftsministerium, dem Landwirtschaftsministerium und dem Außenministerium, sowie der Universität Tartu, der Eesti Pank und weiteren Institutionen wie der Industrie- und Handelskammer zusammen.  In Zusammenarbeit mit dem Statistischen Amt überwachte und analysierte es die wirtschaftliche Lage und Konjunktur Estlands. 
Infolge der Eingliederung Estlands als Estnische Sozialistische Sowjetrepublik in die Sowjetunion und der damit einhergehenden Auflösung der Marktwirtschaft wurde das Institut 1940 geschlossen. 1966 wurde es als Außenstelle des sowjetischen Instituts für Wirtschaftsforschung wieder gegründet und erlangte im Zuge der Unabhängigkeit Estlands 1991 wieder seine Selbständigkeit. Dabei war es zunächst als nationale Behörde dem Wirtschaftsministerium unterstellt. Unter Leitung der Direktorin Marje Josing, seit 1994 als Behördenleiterin im Amt, wurde das Institut 1997 privatisiert. Im Jahr 2007 ging das Institut zu 100 % in den Besitz der estnischen Industrie- und Handelskammer über, die bereits seit der Privatisierung zu den Eigentümern gezählt hatte.
Das Institut veröffentlicht regelmäßig Publikationen in estnischer und englischer Sprache zur wirtschaftlichen Lage Estlands. Die vierteljährlich erscheinende Publikation Konjunktuur ist eine Wiederbelebung der bereits zwischen 1934 und 1940 und anschließend seit 1966 erschienenen Veröffentlichung zur regelmäßig aktualisierten Konjunkturprognose. Die Publikationen des Instituts decken Informationen über die sozioökonomische Lage und kurzfristige Prognosen zur wirtschaftlichen Entwicklung Estlands sowie Informationen über die Weltwirtschaft und bestimmte Märkte ab. Die von der Institutsleitung veröffentlichten Konjunkturprognosen werden in den estnischen Medien rezipiert.